# Аннабет Гіш
Аннабе́т Гіш (англ. Anne Elizabeth Gish; нар. 13 березня 1971, Альбукерке, Нью-Мексико) — американська акторка телебачення та кіно, сценаристка. Найбільш відома роль Моніки Рейс в The X-Files.

## Біографія
Народилась 13 березня 1971 року, в Альбукерке (ісп. Albuquerque), Нью-Мексико (New Mexico), в родині Роберта і Джуді Гіш. Батько англійський професор в Університеті Північної Айови, мати була вчителькою початкової школи. Коли Аннабет було два роки, її родина переїхала до Айови, де вона росла з братом Тімом і сестрою Робін. 
З 1986 року почала вивчати іспанську мову і згодом знала її майже бездоганно. Навчалась у Північній Університетській Середній школі, в 1989 році здобула вищу освіту. Потім пішла до Університету Герцога, де належала до жіночого товариства. В університеті захопилась фільмами й драмою.
Одружилася з колегою за «The X-Files» Вейдом Алленом. Народила двох синів, Кеша Олександра (*12 січня 2007) і Енцо Едварда (*25 жовтня 2008).

## Кар'єра
В 1986 році Аннабет Гіш грала головну роль підлітка у фільмі «Desert Bloom». Наступного року грала в «Hiding Out», 1988 року — в «Mystic Pizza». 1989 року грала жертву насилля у фільмі «When He's Not a Stranger». В 1994 році грала Енн Гамптон у міні-серіалі «Скарлетт». В тому ж році зіграла в фільмі «Wyatt Earp», 1996 року втілила Трейсі в «Beautiful Girls». В 1997 році грала в «Steel» і «True Women».
2001 року зіграла Моніку Рейс у серіалі «The X-Files», в якому почала зніматися, коли Девід Духовни оголосив про свій відхід. Роберт Патрік, який також знімався у «The X-Files», мав замінити Фокса Малдера, а Гіщ — Дейну Скалі. Сценаристи хотіли, щоб Малдера і Скалі замінили нові актори, але зі зникненням Фокса рейтинги серіалу почали падати. Дев'ятий сезон став найкритичнішим, серіал не міг бути продовженим.
У 2003 році Гіш з'являється в фільмі «The West Wing», а у 2006 році виконувала головну роль в «The Celestine Prophecy» і побічну в «Candles on Bay Street». В тому ж році взяла участь у фільмі «Brotherhood». 2018 року знялася в трилері «Кінотеатр жахів».
Гіш утілила Джо Нунан у міні-серіалі «Мішок кісток» Стівена Кінга на каналі A&E у 2011 році. Також у 2011 році виконала роль Енн Салліван, таємничої психотерапевтки у серіалі «Милі маленькі брехуни». У 2012 році з'явилася в гостях у 12-му сезоні кримінальної драми CBS «CSI: Місце злочину». Того ж року виконала одну з головних ролей у драматичному пілотному серіалі «Американка» на каналі ABC як мати героїні Ешлі Ґрін.

## Вибрана фільмографія
| Рік       |   | Українська назва                    | Оригінальна назва                 | Роль                    |
| --------- | - | ----------------------------------- | --------------------------------- | ----------------------- |
| 1988      | ф | Містична піца                       | Mystic Pizza                      | Кет Арауджо             |
| 1994      | ф | Ваєтт Ерп                           | Wyatt Earp                        | Урілла Сазерленд        |
| 1994      | с | Скарлетт                            | Scarlett                          | Анна Гемптон Батлер     |
| 1995      | ф | Ніксон                              | NIXON                             | Джулі Ніксон            |
| 1996      | ф | Красиві дівчата                     | Beautiful Girls                   | Трейсі Стовер           |
| 1996      | с | Чиказька надія                      | Chicago Hope                      | Емі Пелетьє             |
| 1999      | ф | Подвійний прорахунок                | Double Jeopardy                   | Енджі                   |
| 2001—2018 | с | Цілком таємно                       | The X-Files                       | Моніка Реєс             |
| 2002      | ф | Кіт у мішку                         | Buying the Cow                    | Ніколь                  |
| 2003—2006 | с | Західне крило                       | The West Wing                     | Елізабет Бартлет Вестін |
| 2004      | с | C.S.I.: Місце злочину Маямі         | CSI: Miami                        | Венді Декер             |
| 2010      | с | Криміналісти: мислити як злочинець  | Criminal Minds                    | Ребекка Годжес          |
| 2010      | с | Проблиски майбутнього               | FlashForward                      | Літа                    |
| 2011      | с | Теорія брехні                       | Lie to Me                         | Ілен                    |
| 2011      | с | Проти стіни                         | Against the Wall                  | шериф Джулі Кармен      |
| 2011—2012 | с | CSI: Місце злочину                  | CSI: Crime Scene Investigation    | Лора Ґабріель           |
| 2011—2015 | с | Милі ошуканки                       | Pretty Little Liars               | доктор Енн Салліван     |
| 2012      | с | Якось у казці                       | Once Upon a Time                  | Аніта                   |
| 2013      | с | Парки та зони відпочинку            | Parks and Recreation              | Стефані Ваятт           |
| 2013—2014 | с | Міст                                | The Bridge                        | Шарлотта Міллрайт       |
| 2014      | с | Батьківство                         | Parenthood                        | міс Йорк                |
| 2014      | с | Сини анархії                        | Sons of Anarchy                   | шериф Алтея Джаррі      |
| 2016      | ф | Сомнія                              | Before I Wake                     | Наталі Фрідман          |
| 2016      | с | Скандал                             | Scandal                           | Ліліан Форрестер        |
| 2016      | с | Різзолі та Айлз                     | Rizzoli & Isles                   | Еліс Сендс              |
| 2016—2017 | с | Зупинись і гори                     | Halt and Catch Fire               | Даян Гулд               |
| 2017      | с | Закон і порядок: Спеціальний корпус | Law & Order: Special Victims Unit | Керолін Ріверс          |
| 2018      | ф | Кінотеатр жахів                     | Nightmare Cinema                  | Черіті                  |
| 2018      | ф | Так сказав Чарлі                    | Charlie Says                      | Вірджинія Карлсон       |
| 2018      | с | Привиди будинку на пагорбі          | The Haunting of Hill House        | Клара Дадлі             |
| 2019      | ф | Рубіж світу                         | Rim of the World                  | Грейс                   |
| 2021      | с | Опівнічна меса                      | Midnight Mass                     | Сара Ґаннінґ            |
| 2022      | с | Баррі                               | Barry                             | Джулі                   |
| 2023      | ф | Диявольська гра                     | All Fun and Games                 | Кеті Флетчер            |
| 2023      | с | Спадкоємці                          | Succession                        | Джой                    |
| 2023      | с | Падіння дому Ашерів                 | The Fall of the House of Usher    | Еліза Ашер              |
| 2024      | с | Милі ошуканки: Первородний гріх     | Pretty Little Liars: Original Sin | доктор Енн Салліван     |
| 2024      | с | Спецоперації: Левиця                | Special Ops: Lioness              | Деніз Вестфілд          |